# 山陽郡
山陽郡，或為山陽國、昌邑國，是中國古代郡、國名。西漢置，在今山东省境。

## 历史

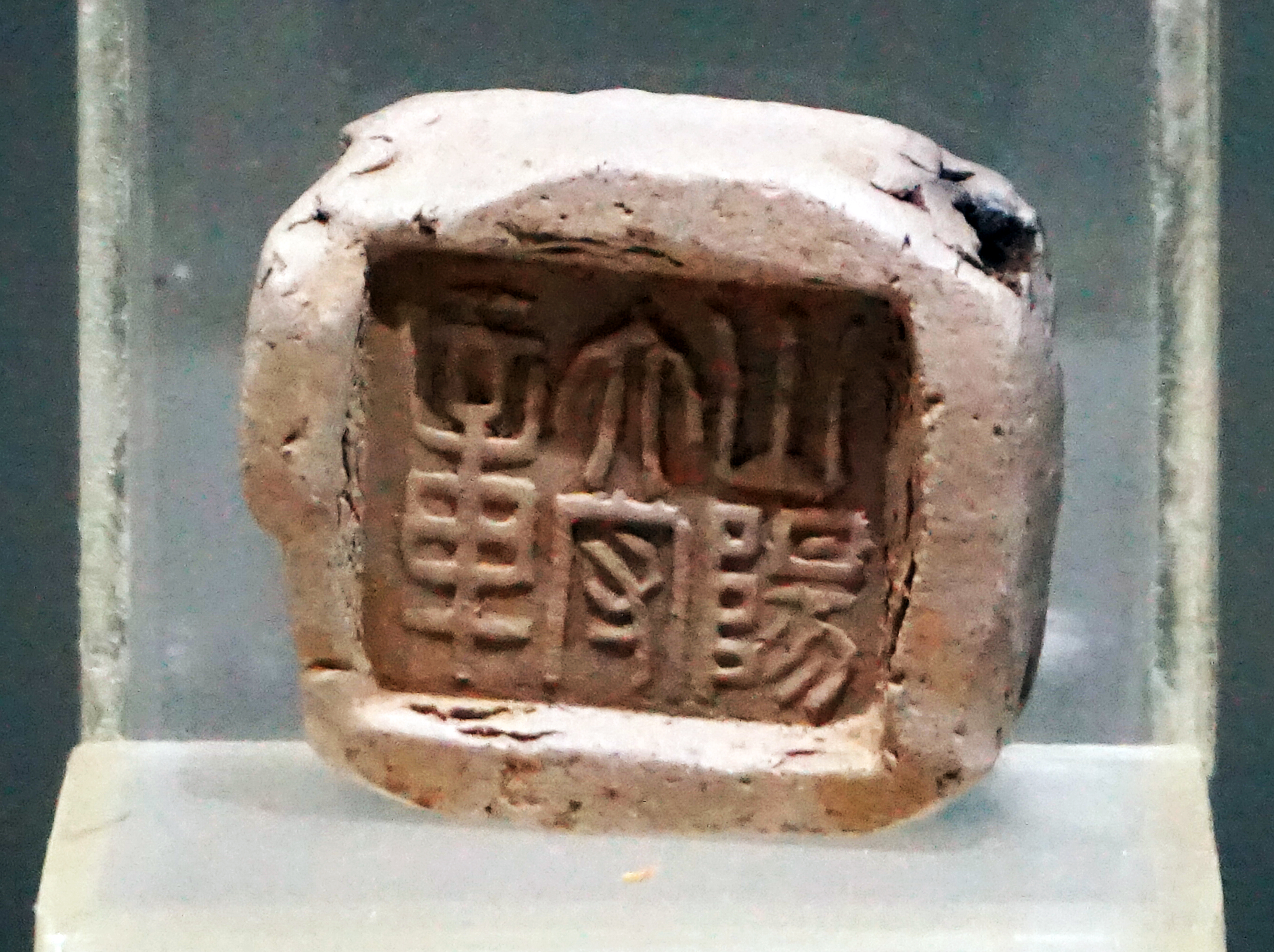
漢“山陽太守章”封泥。

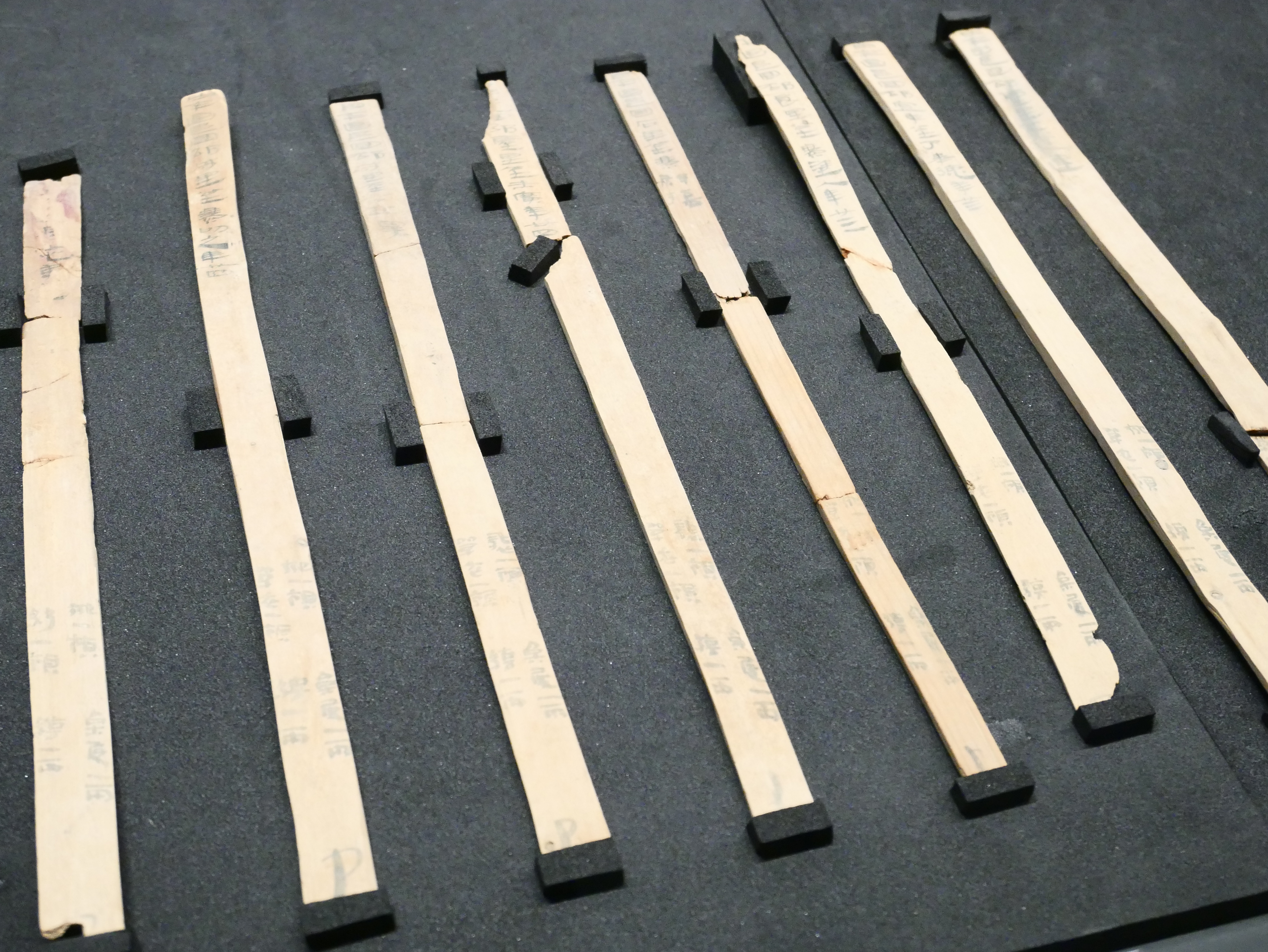
居延漢簡昌邑國田卒衣用簿

汉景帝中元六年（前144年），梁王武薨，其封國梁國一分為五。景帝封梁王武之子劉定為山阳王，分梁國東部數縣置山陽國，國都為昌邑縣（縣治在今山东省巨野县南昌邑故城址）。汉武帝建元五年（前136年），劉定薨，山陽國除為郡。元朔三年（前126年），魯王子侯國瑕丘、寧陽來屬。天漢四年（前97年），封皇子劉髆為昌邑王，以山陽郡置昌邑國，瑕丘、寧陽別屬大河郡。屬兗州刺史部。汉昭帝元平元年（前74年），昌邑國除為山陽郡。甘露二年（前52年），改大河郡為东平国，瑕丘侯國別屬山陽郡。建昭五年（前34年），徙濟陽王劉康為山陽王，復置山陽國。王莽時國除。
东汉初，山陽郡為劉永所據。建武十五年（39年），封皇子劉荊為山阳公，十七年晉爵為山陽王。永平元年（58年），徙劉荆為广陵王，山陽國除為郡。建安十七年（212年），封皇子劉懿為山陽王。延康元年（220年），魏受禪，山陽國除為郡。
西晋泰始元年（265年），以山陽郡置高平國，仍治昌邑縣。南北朝宋、北魏置高平郡，移治高平縣（縣治在今山東省邹城市西南）。隋初郡廢。

## 行政区划
汉朝时下辖二十三县、侯国：
| 县名     | 现在地名                     | 简介                                                                               | 备注 |
| -------- | ---------------------------- | ---------------------------------------------------------------------------------- | ---- |
| 昌邑县   | 菏泽市巨野县、济宁市金乡县境 | 汉武帝天汉四年（前97年），更山阳为昌邑国。有梁丘乡。《春秋传》曰“宋、齐会于梁丘”。 |      |
| 南平阳县 |                              | 王莽时称黾平县                                                                     |      |
| 成武县   |                              | 有楚丘亭。齐桓公所城，迁卫文公于此。子成公徙濮阳。王莽时称成安县                   |      |
| 湖陵县   |                              | 《禹贡》“浮于泗、淮，通于河”，水在南。王莽时称湖陆县                               |      |
| 东缗县   |                              |                                                                                    |      |
| 方与县   |                              |                                                                                    |      |
| 橐县     |                              | 王莽时称高平县                                                                     |      |
| 巨野县   |                              | 大野泽在北，兗州薮                                                                 |      |
| 单父县   |                              | 都尉治，王莽时称利父县                                                             |      |
| 薄县     |                              |                                                                                    |      |
| 都关县   | 治所在今菏泽市鄄城县         |                                                                                    |      |
| 城都国   |                              | 侯国，王莽时称城穀县                                                               |      |
| 黄国     |                              | 侯国                                                                               |      |
| 爰戚国   | 治所在今济宁市嘉祥县西南     | 侯国，王莽时称戚亭县                                                               |      |
| 郜成国   | 治所在今菏泽市成武县东南     | 侯国，钱大昕等以为当作邛成侯国，王莽时称告成县                                     |      |
| 中乡国   |                              | 侯国                                                                               |      |
| 平乐国   |                              | 侯国，包水东北至沛入泗                                                             |      |
| 郑国     |                              | 侯国                                                                               |      |
| 瑕丘县   |                              |                                                                                    |      |
| 甾乡国   |                              | 侯国                                                                               |      |
| 栗乡国   |                              | 侯国，王莽时称足亭县                                                               |      |
| 曲乡国   |                              | 侯国                                                                               |      |
| 西阳国   |                              | 侯国                                                                               |      |